# Fogarasi István (református lelkész, 17. század)
Fogarasi István (17. század) református lelkész.
A lugosi magyar–román egyházközség lelkipásztora volt 1648-ban és már az azt megelőző években is. Egyetlen munkája, a Heidelbergi Káté román nyelvű fordítása Gyulafehérváron jelent meg:
Catechismus Az az: A Keresztyéni Vallasnak és Hütnek Rövid Kérdésekben és feleletekben foglaltatot szent irásbéli bizonyságokval meg-erősittetett summaja avagy veleje. Mellyet Deák és magyar nyelvből Oláh nyelvre forditot Fogarasi István. Gyula-Fejérvár, 1648. (Egyetlen példánya a marosvásárhelyi református kollégium könyvtárába került. Csak az 1–6. lap, a címlevél és ajánlás magyar, a többi szöveg román. Az ajánlásból kitetszik, hogy Fogarasi Szent Dávid Zsoltárait is lefordította románra és Barcsai segítségével ki szándékozott nyomatni, azonban azok nem jelentek meg.)